# متحف التاريخ العسكري في مليلية
متحف مليلية العسكري هو متحف في مدينة مليلية الإسبانية . يقع في حصن كونسيبسيون ألتا ، في السور المحصن الأول لمليلية القديمة .

## تاريخ

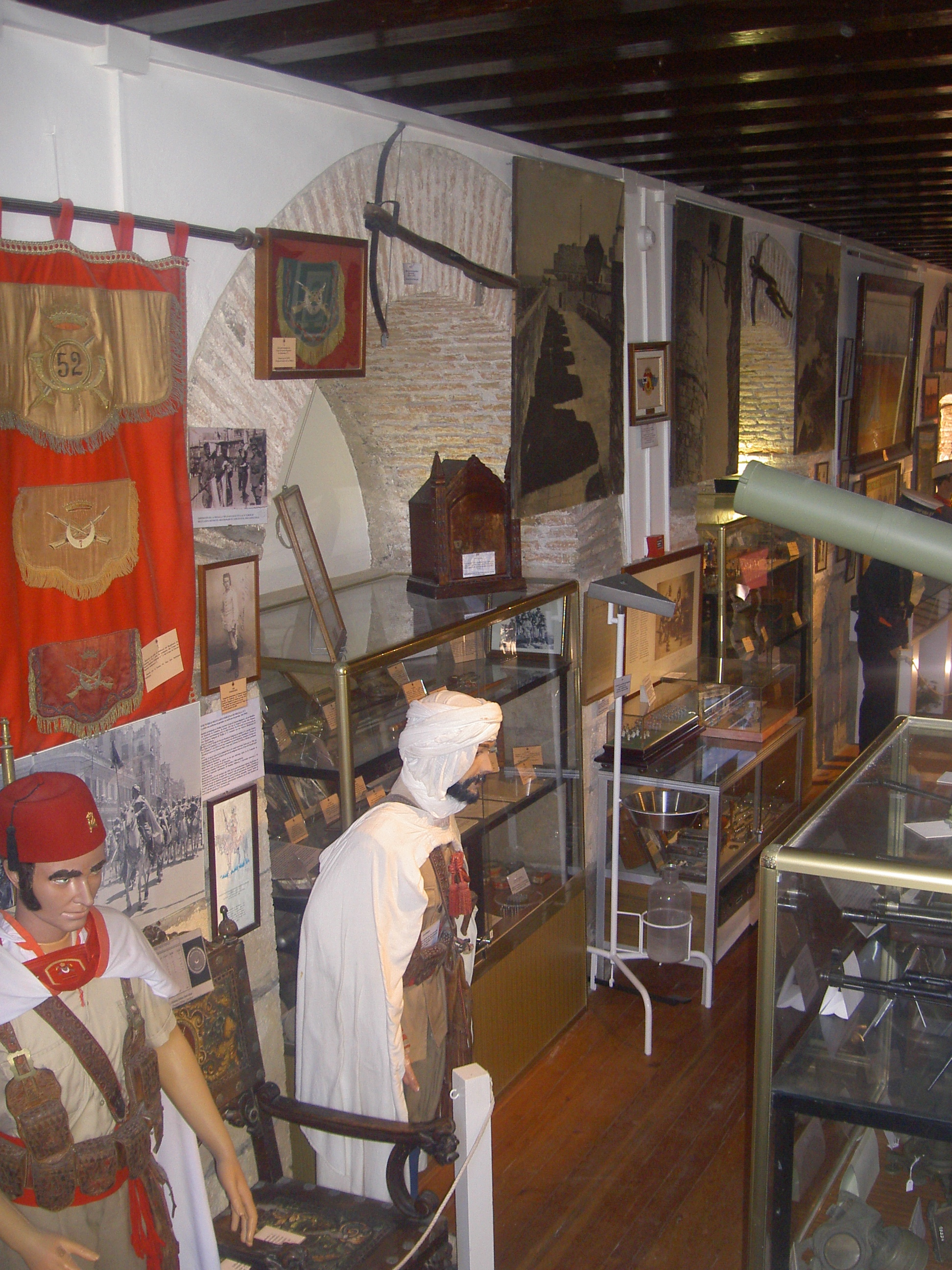
داخل

في إطار الاحتفال بالذكرى المئوية الخامسة لمليلية، أقيم معرض للتاريخ العسكري، بأموال من متحف الجيش ، والتي بقيت بعد اكتمالها في مليلية ، وبأموال أخرى تبرعت بها المدينة المستقلة، وكذلك أموال أخرى من الأفراد، تم تشكيل هذا المتحف، الذي تم افتتاحه في 15 يوليو 1997.   
في مخزن البارود، في الغرفة السفلية يوجد المعرض الدائم، الذي يعرض الزي العسكري، والنماذج، والصور المجسمة، وجميع أنواع العروض، مع تسليط الضوء على آلة إنجما ، وسرج إيزابيل الثانية وفي الغرفة العلوية العروض المؤقتة، مع المدافع وقذائف الهاون الموجودة على منصات المدفعية. 

## روابط خارجية
- Sitio oficial
- Visita virtual